# Schwaigeralm (Schneizlreuth)
Die Schwaigeralm ist eine Alm an den nördlichen Ausläufern der Reiter Alm auf dem Gebiet der Gemeinde Schneizlreuth.

## Bauten
Auf der Schwaigeralm befindet sich noch eine Almhütte, die jedoch nicht mehr landwirtschaftlich genutzt wird.

## Heutige Nutzung
Die Schwaigeralm ist aufgelassen und wird nicht mehr bewirtet.

## Lage
Die Schwaigeralm liegt an den nördlichen Ausläufern der Reiter Alm zwischen Achhorn und Persilkopf, die Landesgrenze zu Österreich verläuft durch das Almgebiet. Südlich der Alm befindet sich die Aschauer Klause, östlich die Aschauer Klamm. Die Kessleralm schließt westlich direkt an die Schwaigeralm an.